# ليونارد تشنغ
ليونارد تشنغ (بالإنجليزية: Leonard Cheng Kwok-Hon)‏ هو قاضي صلح ‏ وبروفيسور أمريكي، ولد في 1 نوفمبر 1952 في شاوزو في الصين.